# Imizu, Toyama
Imizu (射水市 Xạ Thủy thị) là một thành phố thuộc tỉnh Toyama, Nhật Bản.